# Film, da te kap
Film, da te kap (v izvirniku angleško Scary Movie) je ameriška komedija iz leta 2000, delo filmskega režiserja Keenena Ivoryja Wayansa. Film je parodija številnih filmov predvsem iz žanra grozljivk. V filmu se pojavljajo filmi in TV oddaje iz poznih devetdesetih, film pa se nanaša predvsem na vsebino grozljivk iz devetdesetih Krik (Scream) iz leta 1996 in Vem kaj ste storili lansko poletje (I Know What You Did Last Summer) iz leta 1997. 
Film se naj bi prvotno imenoval ''Lansko poletje sem zakričal, ker je bilo noč čarovnic na petek 13.'' ("Last Summer I Screamed Because Halloween Fell on Friday the 13th"), vendar se je spremenil v Film, da te kap. Je prvi film iz filmske serije Film, da te kap (Scary Movie), sledijo pa mu štiri nadaljevanja: Film, da te kap 2 (Scary Movie 2) iz leta 2001, Film, da te kap 3 (Scary Movie 3) iz leta 2003, Film, da te kap 4 (Scary Movie 4) iz leta 2006 in Film, da te kap 5 (Scary Movie 5) iz leta 2013.

## Vsebina
18 letna Drew Decker (Carmen Electra) prejme zastrašujoče telefonske klice, ko je ponoči sama doma. Začne jo loviti morilec z masko imenovan Ghostface , ki jo zabode v dojko in iz nje odstrani silikon za povečanje prsi. Drew povozi njen oče, katerega med vožnjo oralno zadovoljuje njegova žena. Drew pa dokončno ubije Ghostface.
Naslednje jutro, se Drewina sošolka Cindy Campbell (Anna Faris), sreča z njenim fantom Bobbyem (Jon Abrahams) in prijatelji Brendo (Regina Hall), Rayem (Shawn Wayans), Gregom (Lochlyn Munro), Buffy (Shannon Elizabeth) in Brendinim zadetim prijateljem Shortyem (Marlon Wayans). Številne novinarske ekipe, vključno z novinarko Gail Hailstorm (Cheri Oteri), se klatijo okoli šole zaradi Drewinega umora. Gail skuša iz Buffyeniga zaostalega brata Doofya (Dave Sheridan) dobiti potrebne podatke.
Cindy med poukom prejme sporočilo ''Vem kaj si storila lansko noč čarovnic!''. Nato ugotovi, da je bila Drew ubita točno eno leto po tem, ko so med divjo vožnjo skupaj s prijatelji ponesreči ubili nekega moškega. Med lepotnim izborom Ghostface ubije Grega, medtem ko Buffy kriči na pomoč vendar ostali mislijo, da je to del njene točke. Ko Buffy izve, da je zmagala, popolnoma pozabi na Gregovo smrt in slavi svojo zmago.
Potem ostane Cindy sama doma, kjer jo napade Ghostface. Cindy se zaklene v sobo in pokliče policijo vendar Ghostface izgine. Kmalu zatem prihiti Bobby kateremu iz žepa pade par črnih rokavic in telefon, zaradi česar Cindy misli, da je bil morilec on. Bobbya aretirajo in pridržijo na policiji. Cindy zaradi napada prespi pri Buffy in Doofyu, vendar jo tudi tam pokliče Ghostface. 
Naslednje jutro Bobbya izpustijo iz pripora, saj niso proti njemu našli nobenih dokazov. Buffy postane zaradi zmage na lepotnem tekmovanju naduta in ignorira Cindyina opozorila pred morilcem, zato jo slednji obglavi v slačilnici, vendar je Buffyina glava še vedno živa. Ker postane morilcu že nadležna jo odvrže v koš. To noč Brenda in Ray odideta v kino na ogled filma Zaljubljeni Shakespeare (Shakespeare in love), kjer Raya na stranišču nekdo zabode v uho, nato pa se Ghostface odpravi še po Brendo. Vendar slednjo zaradi njenega obnašanja v kinu ubijejo obiskovalci še pred Ghostfaceom.
Medtem Cindy doma organizira zabavo. Med zabavo Cindy in Bobby odideta v spalnico, kjer seksata. Cindy tako izgubi devičnost. Kmalu zatem pride Ghostface, ki zabode Bobbya in izgine. Cindy najde pištolo, vendar jo da ranjenemu Bobbyu. Ko Shorty pride iz kleti ga Bobby ustreli in prizna, da so njegove rane lažne. Nato se živ vrne še Ray.
Bobby in Ray priznata Cindy svoj načrt, da nameravata ubiti njo in njenega očeta, kateri bo nato krivec za vse umore. Prav tako se nameravata drug drugega zabosti in tako videti še bolj herojsko. Vendar se načrt izjalovi, ko Ray iz jeze Bobbya zabode prevečkrat, saj so ukinili njegovo najljubšo serijo Bratje Wayans (The Wayans Bros). Nato prispe Ghostface, ki zabode še Raya. Cindy in Ghostface se spopadeta v stilu Matrice (The Matrix). Cindy ga premaga, vendar Ghostface izgine preden prispe policija.
Na policijski postaji Cindy in šerif (Kurt Fuller) ugotovita, da je Doofy bil edini, ki je vedel za avtomobilsko nesrečo, in da je svojo duševno nestabilnost le igral, saj je on pravi morilec. Na žalost Doofy pravočasno pobegne z Gail in Cidny zaradi tega začne kričati na ulici, vendar jo kmalu povozi avto.
Med odjavno špico se pokaže še ena scena Shortyem, ki razlaga kako preživeti v takšnih situacijah oziroma v grozljivkah, nato pa s prijatelji na hitro ukrade stvari iz trgovine. Po odjavni špici se pokaže še zadnja scena, kjer se Doofy razide s sesalcem, vendar privoli v še zadnji seks.

## Igralci
- Anna Faris kot Cindy Campbell, 18 letno dekle, ki je tudi glavna junakinja filmske serije. Je parodija na belopolto dekle, ki reši dan.
- Dave Sheridan kot Doofy Gilmore/Ghostface, Buffyin starejši brat s posebnimi potrebami.
- Jon Abrahams kot Bobby Loomis, Cindyin fant. Je parodija na običajnega fanta, ki se izkaže, da je zlobnež.
- Marlon Wayans kot Shorty Meeks, Brendin brat in ljubitelj marihuane. Je parodija na strastnega zadetka.
- Regina Hall kot Brenda Meeks, Cindyina najboljša prijateljica. Je parodija na temnopolto dekle v grozljivkah
- Shawn Wayans kot Ray Wilkins, Brendin privlačen biseksualen fant. Je parodija na privlačnega homoseksualca.
- Shannon Elizabeth kot Buffy Gilmore, Cindyina in Brendina prijateljica. Je parodija na priljubljeno navijačico.
- Lochlyn Munro kot Greg Phillipe, Buffyin fant nagle jeze. Je parodija na zlobnega a privlačnega fanta.
- Cheri Oteri kot Gail Hailstorm, je parodija na Gale Weathers.
- Kurt Fuller kot šerif Burke in Doofyev šef.
- Carmen Electra kot Drew Decker
- Rick Ducommun kot Neil Campbell
- Jayne Trcka kot gospodična Možača
- Kelly Coffield Park kot učiteljica
- David L. Lander kot ravnatelj 'Squiggy' Squiggman
- Andrea Nemeth kot Heather
- Marissa Jaret Winokur kot Jill, žrtev v garaži
- Keenen Ivory Wayans kot suženj
- Robert Jacks kot Rowdy
- James Van Der Beek kot Dawson Leery
- Anthony McKay kot Drewin ne fant